# Похороны картофеля
«Похороны картофеля» (пол. Pogrzeb kartofla) — польский художественный фильм-драма, снятый в 1990 году режиссёром Яном Якубом Кольским на киностудии им. К. Ижиковского.
Премьера — 12 апреля 1991 года.

## Сюжет
1946 год. Главный герой — старый шорник Матеуш — возвращается в родное село из концлагеря. Он хочет знать, почему люди, с которыми он провёл всю свою жизнь, ненавидят его, стали считать виновником всех грехов и несчастий, причастны к смерти сына, сожгли сарай, разграбили имущество и пытаются убить его самого…

## В ролях
- Францишек Печка — Матеуш Шевчук,
- Адам Ференци — Стефан Гожелак,
- Мариуш Санитерник — Пасяся,
- Эва Жуковская — Межвова,
- Кристина Фельдман — Марыська, мать Гожелака
- Гражина Бленцкая-Кольская — наследница Лаховичова,
- Богуслав Сохнацкий — сапожник Мазурек,
- Гжегож Хероминьский — Владзьо Жепецкий,
- Феликс Шайнерт — Анджеевский,
- Дариуш Сятковский — Тадек Мазурек,
- Мирослава Мархелюк — Анджеевская,
- Катажина Ланевская — жена Мазурека,
- Ирена Буравская — Кусиделька,
- Хенрик Небудек — капитан,
- Анджей Юрчак — Межва,
- Ян Янковский — Юрек, сын Матеуша,
- Лех Гвит — Франюсь и др.

## Награды
- Приз за музыку на польском кинофестивале в Гдыне в 1990 году.